# Comitè Nacional Català
Comitè Nacional Català fou una entitat independentista catalana fundada a París el 1918 per Daniel Domingo i Montserrat, comandant del Primer Regiment dels Voluntaris Catalans en la Primera Guerra Mundial. Pretenia donar veu a les aspiracions independentistes catalanes després del discurs de Francesc Macià a les Corts Espanyoles demanant la independència sobre la base dels Catorze punts de Wilson i ser rebuts com a observadors en el Tractat de Versalles. L'onze de setembre de 1918 publicà un fulletó trilingüe català-anglès-francès felicitant Sèrbia i organitzant diversos actes reclamant presència catalana a la Societat de Nacions. Acabaria absorbint la Lliga Nacionalista Catalana de Salvador Díaz i Capdevila i va cercar el suport dels catalans d'Amèrica com Salvador Carbonell i Puig i Josep Abril i Llinés. Cap al 1923 els seus membres formarien els comitès de suport a Estat Català a París.